# كامبالا
كَمْبَالَة عاصمة أوغندة وكبرى مدنها. يبلغ عدد سكان مدينة كمبالة في حدودها الدنيا 1 875 834 نسمة (2024) يعيشون في خمسة أقسام إدارية هي: قسم كمبالة المركزيُّ، وقسم كاوِمبة، وقسم ماجِندة، وقسم نَكاوة، وقسم لُوباغة. أما مجالها الحضري فيشمل فضلا عن ذلك خمس ولايات، ويقدّر مكتبُ الإحصاءِ الأوغنديُّ عدد سكانه بنحو سبعة ملايين.

## التاريخ
كان موتيسا الأول ملك بوغندة (إمبراطورية تاريخية تقع داخل يوغندا حالياً) قد اختار بامبامبامنام التي سميَت لاحقاً بكمبالة كمنطقة الصيد المفضلة لديه، حيث كانت تتألف المنطقة من تلال وأراضي رطبة مما جعلها موطناً مثالياً للعديد من أصناف الطرائد البرية وأبرزها أحد أنواع البقر الوحشي المعروف باسم إمبالة، وحين وصل البريطانيون إلى المنطقة أطلقوا عليها اسم «تلال الإمبالة» بفعل انتشار حيوانات الإمبالة بكثافة فيها. وقد استعمل السكان الأصليون هذا المصطلح بلهجتهم الخاصة (اللوغندية) حيث تحولت الكلمة من الإمبالة إلى الكمبالة، وأصبح هذا هو الاسم الرسمي للمدينة فيما بعد.

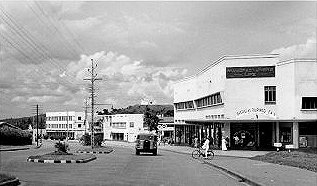
كمبالة مطلع الخمسينات من القرن الماضي

وكانت المدينة قد بدأت بالنمو كعاصمة للإمبرطوية البوغندية وهي تضم إلى الآن بعض الآثار تلك الحقبة كقبر كابوسي (بُني عام 1881)، قصر لوبريسي، البرلمان البوغندي ومجلس القضاء البوغندي وذلك بالرغم من تدمير الكثير من معالم تلك الحقبة خلال الحرب الأوغندية-
التانزانية، ومنذ انتهاء الحرب أُعيد بناء المدينة بأبنية جديدة من ضمنها فنادق، مصارف، مجمَعات تجارية، مؤسسات تعليمية، مستشفيات بالإضافة إلى ترميم الأبنية المتضررة من الحرب. تقليدياً كانت يوغندا تمتد على سبع تلال لكن مع مرور الوقت أصبحت تضم مساحات أكبر بكثير .

## الجغرافيا

### التلال الأساسية وأبرز المعالم

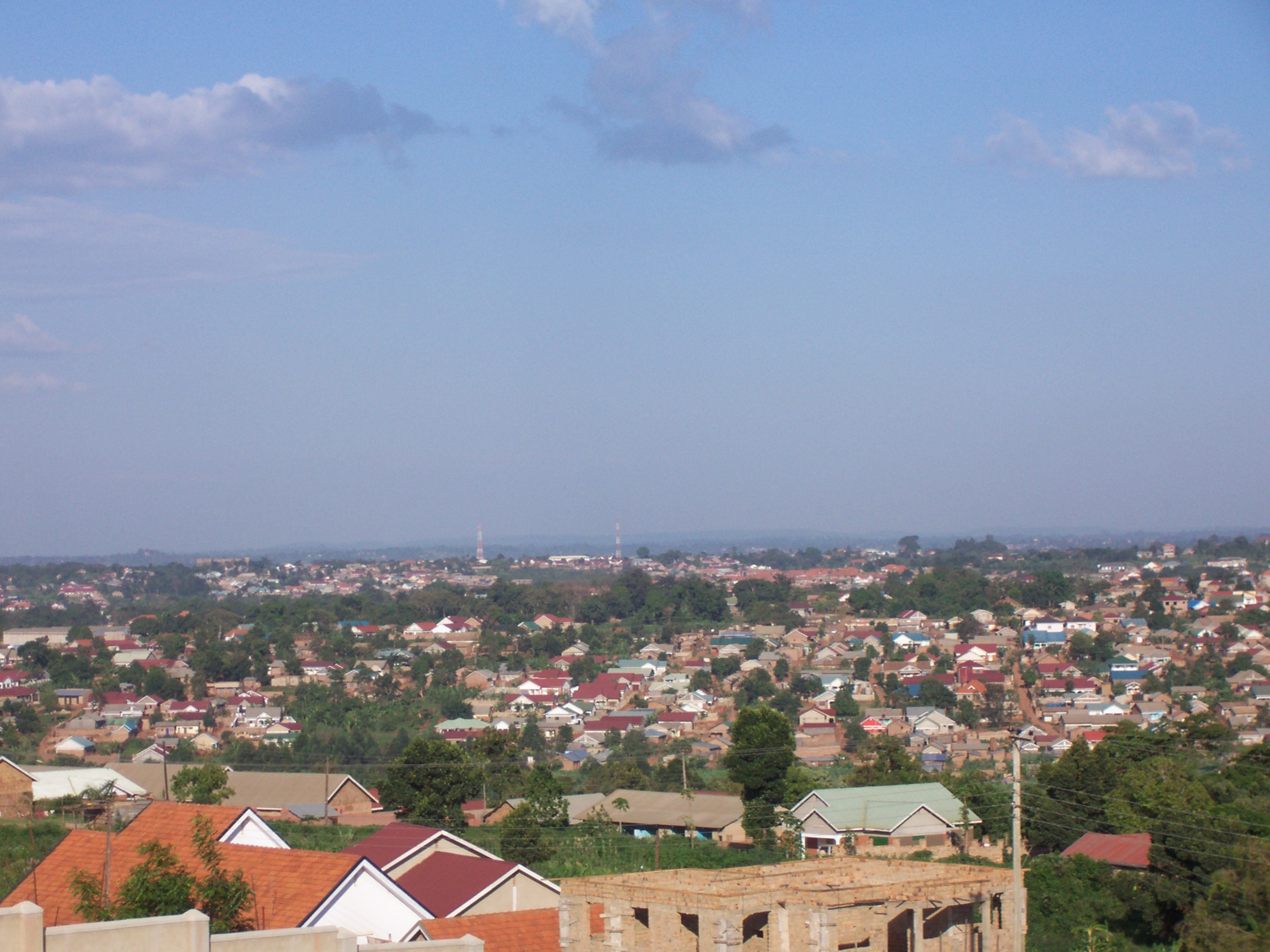
صورة لضواحي كمبالة

تضم كمبالة الحرم الرئيسي لجامعة ماكيري أحد أبرز المعاهد التعليمية العالية في شرق ووسط أفريقيا الذي يقع في منطقة تلة ماكيريري، كما أن المدينة هي مركز لبنك شمال أفريقيا للتنمية الواقع على تلة تاكاسيرو. وتقع العاصمة الأوغندية تاريخياً على سبع تلال(قبل توسعها في الحقبة الأخيرة) وهي كاسوبي، مينغو، كيبولي، ناميريمبي، لوباغة، نسامبيا وكمبالة.
تعتبر تلة ناكاسيرو المركز الإداري والمنطقة السكنية الأغنى وتحتوي على أرقى فنادق المدينة وأبرزهم غراند إمبيريال، كمبالة هيلتون، كمبالة إنتركونتينونتال، إمبيريال رويال، كمبالة سيرينا، كمبالة شيراتون وكمبالة سبيك، أما أكبر مستشفيات المدينة فهي الـمولاغو هوسبيتال التي تقع على تلة مولاغو .

### توسيع المدينة
عام 2001 تم توسيع حدود المدينة لتضم العديد من التجمعات والضواحي التي كانت تحيط بها وهي مناطق ناميرمبي، ناكولابي، كاسوبي، بوايز، كاومبة، كيكايا، مباريروي، لوباغا، ناتييتي، بوسيغا، موتيندوي، نديبا، كاتوي، كيبولي، كابالاغاغا، نتيندا، كيواتولي، ناجانانكومبي، نكاوة، كيوامبوغو، ناغولو، بوغولوبي، مبويا، لوزير، بورت بيل وبوتابيكا.
أما الضواحي الشرقية والشرقية الشمالية التي تضم باندا، كيريكا، بيوغيريري، نامانفي، ناميغونغو، بوليندو وناسا بالإضافة لغيرها فقد تم ضمها لبعضها وتكوين بلدية خاص بها أطلق عليها اسم كيرا وهي الآن ثاني أكبر المدن الأوغاندية بعدد سكان يقدر بـ180 ألف شخص.

## الثقافة

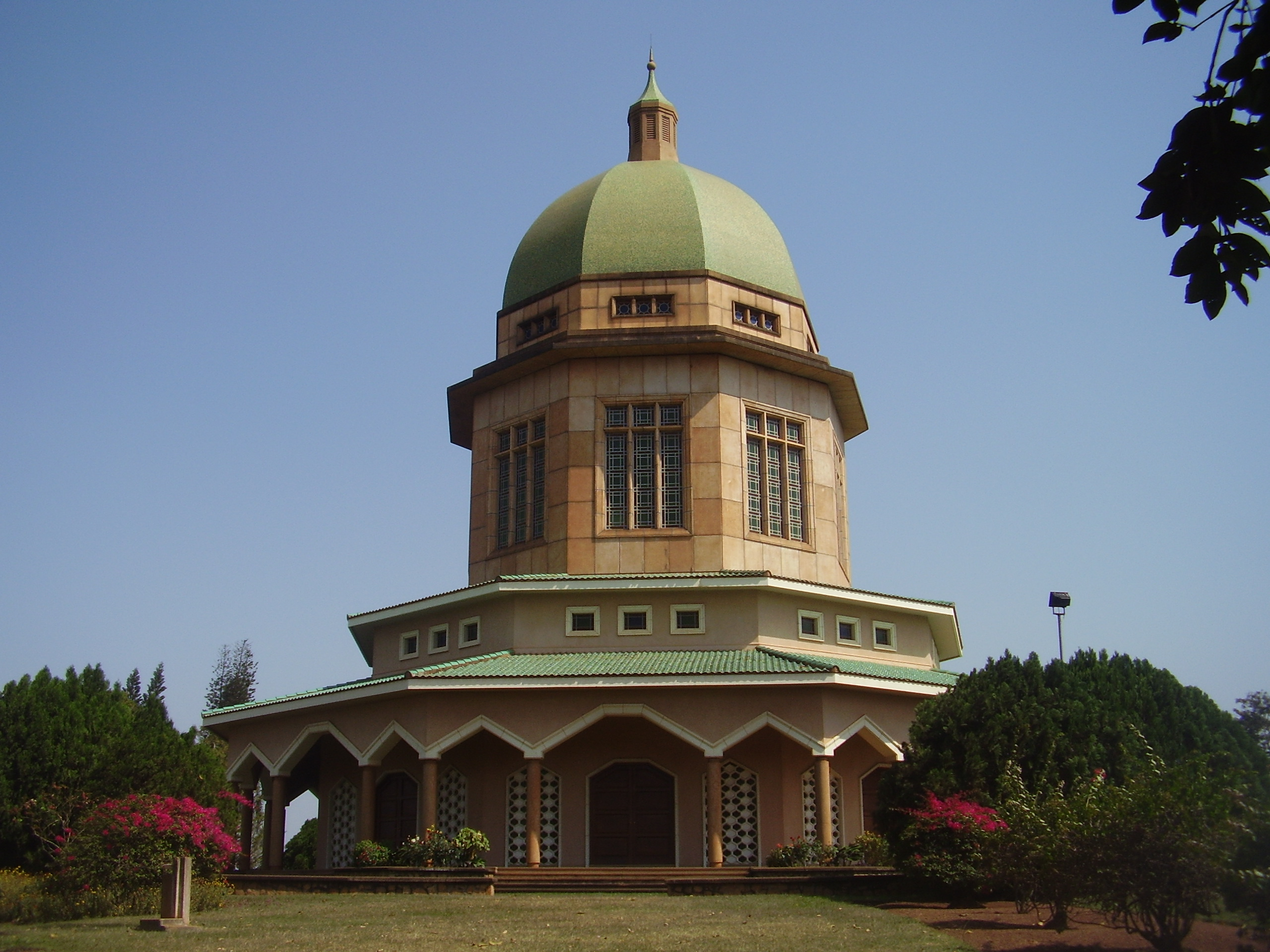
المعبد البهائي في كمبالة

تحتوي كمبالة على المتحف الأوغندي، المسرح الوطني الأوغندي وهي تشتهر أيضاً بحياتها الليلية حيث تنتشر فيها العديد من الكازينوهات وأهمها كازينو سيمبا في مركز الغاردان سيتي التجاري، كمبالة كازينو ومايفير كازينو.
تستضيف العاصمة الأوغندية أحد البيوت السبعة للطائفة البهائية في العالم ويعرف هذا البيت باسم المعبد الأم وهو يقع في تلة كيكايا على طرف المدينة، ويعود وضع حجر الأساس لبنائه ليناير من عام 1958 وانتهى تشييده عام 1961، ويعتبر جامع الأحمدية المركزي في كمبالة الجامع الرئيسي للطائفة الأحمدية التي تضم حوالي الـ9000 عضو، وتضم المدينة أيضاً قصر ملك بوغندة التي تعتبر أحد أقدم الممالك في أفريقيا حيث يعود تأسيسها للقرن الثالث عشر .

## المواصلات

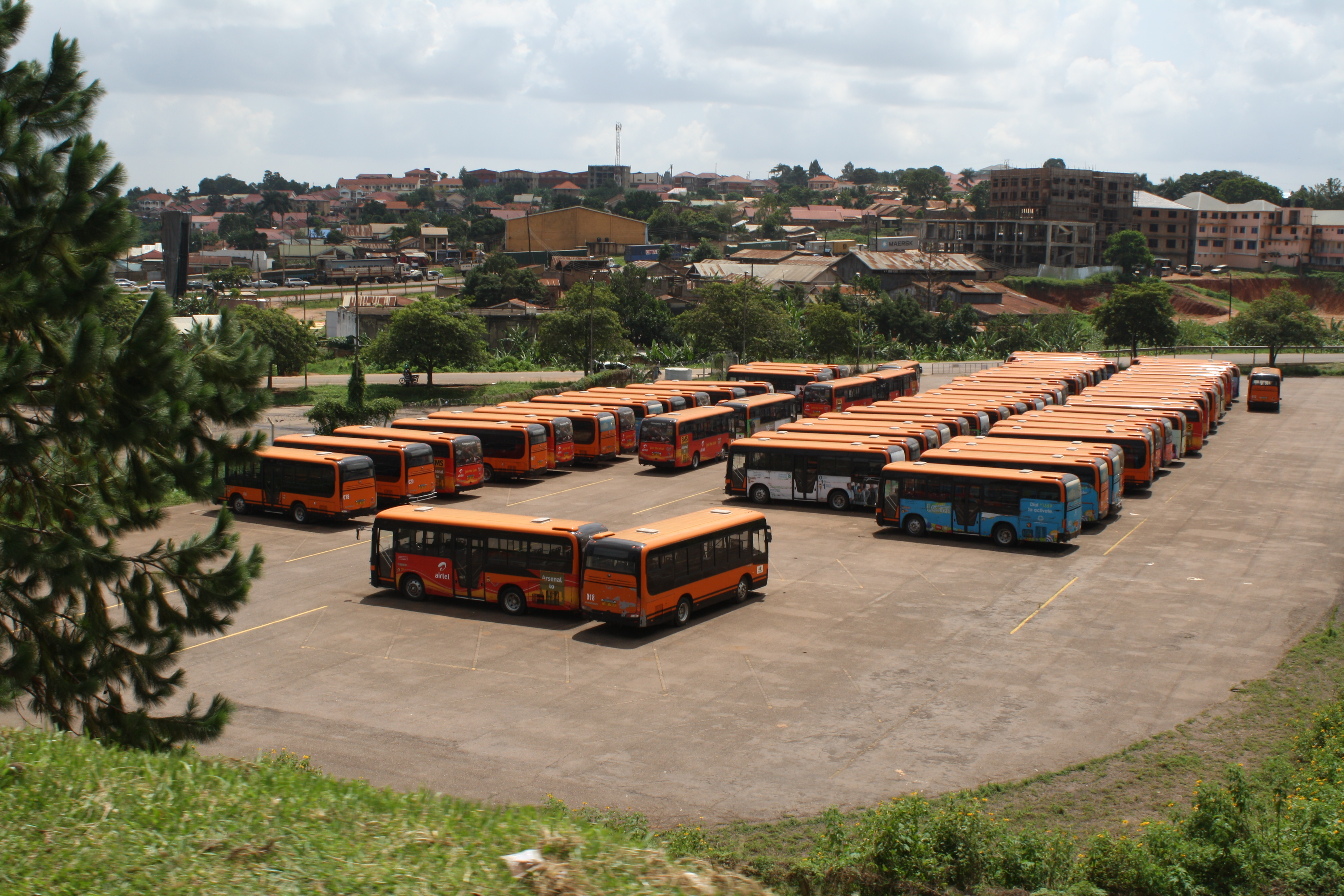
موقف باصات في كمبالة

تضم كمبالة مطار إينتيبي الدولي وهو المطار الأكبر في أوغندا.
عام 2007 تمَ الإعلان عن أن السلطات المحلية في كمبالة قد قررت التخلص من سيارات الأجرة العمومية واستبدالها بخدمات الحافلات المنظمة، وكان من المتوقع أن تغطي خدمة الحافلات كمبالة بالإضافة إلى ضواحيها، لكن هذه الخطة ما زالت قيد التنفيذ، عام 2012 بدأت شكرة بيونير الخاصة بتسيير رحلات للحافلات في المدينة بعدد حوالي 100 حافلة تم استقدامها من الصين تتسع كلُ منها لـ60 راكب، ومن المتوقع أن يتم شراء 422 حافلة جديدة حيث أن الشركة تحصلت على حق استثمار النقل العام في المدينة لمدة 5 سنوات.

## المناخ
تتمتع كمبالة بمناخ استوائي يتبدل بين الجاف والرطب، لكن على الرغم من ذلك وبسبب ارتفاع المدينة العالي فمتوسط الحرارة فيها أبرد من مثيلاتها من المدن الاستوائية، وتصل درجات الحرارة في المدينة إلى أقصى ارتفاع لها في شهر يناير، وتمر المدينة بموسمين من الرطوبة سنوياً حيث هناك موسم أمطار طويل يمتد من أغسطس إلى ديسمبر، وموسم أمطار أقصر يمتد من فبراير إلى يونيو، لكن الموسم الأقصر يتميز بنسبة هطول أمطار أكبر وخصوصاً في شهر أبريل.

## التركيبة الديمغرافية
تتمتع كمبالة بتنوع إثني ثري، وذلك على الرغم من أن عرقية الباغندا المحلية تؤلف 60% من التعداد السكاني للمدينة وضواحيها، هذا التنوع الإثني تسببت به العديد من العوامل الاجتماعية والاقتصادية، فخلال حكم ميلتون أوبوتي وعيدي أمين المولودين في شمال البلاد انتقل العديد من أهل الشمال الأوغندي إلى العاصمة خلال هذه الفترة الممتدة من أواسط الخمسينات إلى أواسط الثمانينات من القرن الماضي حيث خدم الكثير منهم في وحدات الجيش والشرطة في المنطقة، لكن مع خلع ميلتون أوبوتو عن السلطة عام 1986 ترك العديد من الشماليين المدينة وفي الوقت عينه تدفق عدد كبير من سكان غربي البلاد إلى كمبالة وذلك على إثر تشكل حكومة جديدة كانت تضم العديد من الشخصيات الغرب أوغندية.
وكان سوء إدارة الاقتصاد الأوغندي قد أدى خلال سبعينات وثمانينات القرن الماضي إلى ارتفاع معدلات البطالة خارج العاصمة مما شجع العديد من المواطنين إلى الانتقال للعيش في كمبالة.
بسبب ندرة الزواج بين عناصر القبائل المختلفة فالعديد من السكان الذين ولدوا وترعروا في كالامبا ما زالو يشيرون إلى أنفسهم حسب انتمائاتهم القبلية ويتكلمون لغة أسلافهم، وهذا الأمر يتجلى بشكل كبير في الضواحي حيث تنتشر اللغات القبائلية بكثرة إلى جانب الإنجليزية، السواحلية واللوغندية.
وأبرز الإثنيات المنتشرة في كالامبا هي الباغاندا بشكل رئيسي ومن بعدها البيانيونكول التي تتمتع بوجود وازن لأبنائها في الدينة، بالإضافة إلى أثنيات أخرى كالبوساغا، البافومبيرا، الباتورو، الباكيغا، الألور، الياغيزو/ البانيورو، الإيتسو، اللانغي والأكولي.